# Kay Sage
Pour les articles homonymes, voir Sage (homonymie).
Kay Sage, née Katherine Linn Sage le 25 juin 1898 à Albany (New York) et morte le 8 janvier 1963 à Woodbury (Connecticut), est une artiste peintre, écrivaine et poète surréaliste américaine.

## Biographie
Seconde fille d'Henry M. Sage et d'Anne Wheeler Ward Sage, Katherine Linn Sage est née au sein d'une riche famille. Elle passe une grande partie de son enfance à voyager en Europe avec sa mère. Ses parents divorcent en 1908.
De 1914 à 1918, Kay Sage étudie à la Corcoran School (en) à Washington, puis elle travaille au bureau de la censure de New York (New York State Censorship Board (en)).
Au début des années 1920, Kay Sage s'installe à Rapallo en Italie et suit des études d'art à Rome, à la British School et l'Académie des beaux-arts. En 1924, elle rencontre le prince Ranieri di San Faustino et l'épouse le 30 mars 1925. Elle fait la connaissance des écrivains T. S. Eliot et Ezra Pound. Après dix ans d'une vie mondaine qu'elle comparera plus tard à un « marais stagnant », elle quitte son mari pour assouvir ses ambitions artistiques premières. En décembre 1936, elle tient d'ailleurs sa première exposition individuelle à la Galleria del Milione de Milan.
Kay Sage s'installe ensuite à Paris. Intéressée par les surréalistes, elle renâcle cependant à les fréquenter, le groupe présentant toutes les apparences d'un « club de garçons ». Présente à l'Exposition internationale du surréalisme à la galerie des Beaux-Arts de Georges Wildenstein à Paris en janvier 1938, ses tableaux sont remarqués par André Breton et Yves Tanguy. Elle devient la maîtresse de ce dernier.
Au début de la Seconde Guerre mondiale, Kay Sage retourne aux États-Unis et entreprend des démarches afin d'obtenir des visas pour nombre d'artistes restés en France. Yves Tanguy, réformé, la rejoint à New York. Ils se marient à Reno (Nevada) le 17 août 1940 et s'installent à Woodbury. Les deux artistes commencent à exposer.
Mari et femme travaillent l'un à côté de l'autre dans des ateliers contigus et Woodbury devient un lieu de rencontre pour les artistes français en exil pendant la Seconde Guerre mondiale. Kay Sage multiplie les expositions personnelles à travers les États-Unis, mais plus particulièrement à Boston, New York et San Francisco. Au cours de ces années, son art acquiert une solide réputation dans le milieu des critiques d'art, bien qu'elle ait du mal à sortir de l'ombre de Tanguy, plus connu. Son travail se retrouve néanmoins régulièrement dans des expositions nationales, remporte des prix et est vendu à de grands musées d'art.
Le travail des deux peintres est souvent comparé. Les deux se seraient mutuellement influencés. On dénote cependant chez Kay Sage une inclusion d'éléments architecturaux dans de vastes paysages (un peu comme Tanguy) créant une impression de désolation.
En 1955, Yves Tanguy meurt d'une hémorragie cérébrale. À la suite de ce décès qui l'affecte grandement, Kay Sage délaisse peu à peu la peinture. Elle écrit son autobiographie China Eggs (Les Œufs de porcelaine), peint son autoportrait, Le Passage avant de se consacrer à l'élaboration du catalogue raisonné de l'œuvre d'Yves Tanguy. Atteinte de cataracte et de divers problèmes de santé, elle réalise de petites sculptures en fil de fer et autres matériaux qu'elle expose en novembre 1961. Sa dernière peinture, The Answer Is No, est une réponse à son envie de peindre (elle pratique souvent la dissociation pour dialoguer avec soi, comme dans China Eggs). En montrant toutes les toiles et cadres, vides, qui restent à peindre, la peintre accueille la fin qui aurait pu ne pas être, non sans tristesse, voire une certaine frustration.
Kay Sage se suicide le 8 janvier 1963, quelques jours avant la parution de son catalogue raisonné d'Yves Tanguy,.
Les cendres d'Yves Tanguy et de Kay Sage sont répandues dans la baie de Douarnenez par le galeriste Pierre Matisse, conformément au testament de Kay Sage.

## Écriture
Connue surtout comme peintre, Kay Sage a également écrit cinq volumes de poésie, principalement en français, dont Faut dire c'qui est, en septembre 1959, quatre pièces de théâtre et une autobiographie, China Eggs.

## Œuvres

### Peinture
- Monolith, 1937, huile sur toile, 92,4 × 71,12 cm, Albany, Albany Institute of History & Art[8]
- Afterwards, 1937, huile sur toile, 90,8 × 72,1 cm, Colorado, Colorado Springs Fine Arts Center[9].
- A Little Later, 1938, huile sur toile, 91,44 × 71,12 cm, Denver, Musée d'Art de Denver [10].
- Noone Heard Thunder, 1939, huile sur toile, Connecticut, Mattatuck Museum[11].
- My Room Has Two Doors, 1939[réf. nécessaire].
- This Morning, 1939[réf. nécessaire].
- A Finger on the Drum, 1940, huile sur toile, 38,1 × 54,61 cm, Washington, National Gallery of Art[12].
- Danger, Construction Ahead, 1940, huile sur toile, 111,8 × 157,5 cm, New Haven, Yale University Art Gallery[13].
- Margin of Silence, 1942, huile sur toile, 45,7 × 38,1 cm, Albany, Albany Institute of History & Art[14].
- The Fourteen Daggers, 1942[réf. nécessaire].
- Shivering Moutain, 1943, huile sur toile, Connecticut, Mattatuck Museum[15].
- The Hidden Letter, 1943, huile sur toile, 55,9 × 38,1 cm, San Francisco, Musée des Beaux-Arts de San Francisco[16].
- From Another Approach, 1944, 38,1 × 45,7 cm, Minneapolis, Walker Art Center[17].
- I Saw Three Cities, 1944, huile sur toile, 92 × 71 cm, New Jersey, Musée d'Art de l'université de Princeton[18].
- In the Third Sleep, 1944, huile sur toile, 100,3 × 144,8 cm, Chicago, Art Institute of Chicago[19].
- The Upper Side of the Sky, 1944, huile sur toile, 58,4 × 71,4 cm, Jérusalem, Musée d'Israël[20].
- Festa, 1947, huile sur toile, 41 × 33 cm, Paris, galerie Thessa Herold[21].
- Ring of Iron, Ring of Wool, 1947, huile sur toile, 142,2 × 101 cm, Charlotte, Mint Museum[22].
- Starlings, Caravans, 1948, huile sur toile, 81,3 × 99,1 cm, San Francisco, Musée des Beaux-Arts de San Francisco[23].
- The Instant, 1949, huile sur toile, Connecticut, Mattatuck Museum[24] .
- The Morning Myth, 1950[réf. nécessaire].
- Small Portrait, 1950, 37 × 29 cm, Poughkeepsie, Frances Lehman Loeb Art Center[25]
- Men Working, 1951, huile sur toile, 114,3 × 88,9 cm, Omaha, Joslyn Art Museum[26].
- Tomorrow for Example, 1951[réf. nécessaire].
- Unusual Thursday, 1951[réf. nécessaire].
- On the Contrary, 1952, huile sur toile, 90,2 × 70,5 cm, Minneapolis, Walker Art Center[27].
- Third Paragraph, 1953[réf. nécessaire].
- Hyphen, 1954, huile sur toile, 76,2 × 50,9 cm, New York, Museum of Modern Art[28].
- No Passing, 1954, huile sur toile, 130,2 × 96,5 cm, New York, Whitney Museum of American Art[29].
- Tomorrow is Never, 1955, huile sur toile, 96,2 × 136,8 cm, New York, Metropolitan Museum of Art[30].
- Le Passage, 1956, huile sur toile, 108 × 84 cm, États-Unis, collection particulière[25].
- Watching the Clock, 1958, huile sur toile, 35,6 × 35,6 cm, New York, Museum of Modern Art[31].
- The Answer Is No, 1958, huile sur toile, 99,1 × 81,3 cm, New Haven, Yale University Art Gallery[32].

### Publications
- Piove in giardino (Il pleut dans le jardin), 1937, livre illustré pour enfants, Milan, edizione del Milione.
- China Eggs, 1955, autobiographie restée inédite jusqu'à l'édition bilingue China Eggs/Les Œufs de porcelaine publiée en 1966, Charlotte et Seattle, Starbooks/L'Étoile.
- Demain Monsieur Silber, 1957, recueil de poèmes, frontispice de Jean Dubuffet, Paris, Seghers.
- The More I wonder. 73 poems by Kay Sage, 1957, New York, Bookman Associates.
- Faut dire c'qui est, 1959, poèmes, Paris, Debresse.
- Mordicus, 1962, recueil de poèmes, Paris, Pierre-André Benoît.
- Yves Tanguy, recueil de ses œuvres, 1963, préface, New York, Pierre Matisse.

#### Ouvrage inédit
- Kay Sage notebook, journal inédit 1955-1960, manuscrit conservé à Waterbury au Mattatuck Museum (en).

### Filmographie
- Kay Sage, la princesse aux œufs chinois, film documentaire réalisé par Fabrice Maze, co-produit par Seven Doc, Aube Elléouët et Oona Elléouët. Sorti en 2020.